# Alma (instrumento musical)
En terminología musical, alma suele designar a dos piezas internas diferentes en instrumentos musicales de cuerda:
- En los instrumentos de arco (violín, viola, chelo, contrabajo, viola da gamba, etc.) es una varilla cilíndrica de madera que se coloca de forma perpendicular a las tapas del instrumento, por el interior y por debajo del puente, y que soporta la presión de las cuerdas tensadas.

- Recientemente se ha empezado a utilizar el término por analogía para cierto tipo de guitarras, laúdes etc. como traducción del término inglés "truss rod". Se trata de una barra de metal que atraviesa el mástil a lo largo, hasta el clavijero, donde puede ser ajustada con una llave. La primera patente es de Tim McHugh, un empleado de la compañía Gibson, en 1921.

## Uso en la familia del violín
El alma en instrumentos de cuerda frotada es una pieza cilíndrica de madera que conecta, a modo de columna, las tapas superior e inferior de la caja de resonancia, siendo fácilmente observable desde el exterior a través de las aberturas acústicas. Esta pieza va sujeta por presión y sus funciones son principalmente dos:
- Función estructural: el alma permite distribuir la presión que el puente (instrumento musical) ejerce sobre la tapa superior del instrumento, transmitiendo parte de esta presión a la tapa inferior y evitando que la tapa superior se hunda.

- Función acústica: el alma juega un papel fundamental en la emisión sonora del instrumento. Aunque ambas dos patas del puente se apoyan de manera similar sobre la tapa del instrumento, bajo la pata más próxima a la zona del alma (lado de los agudos) la tapa es más rígida, siendo más flexible cuanto más lejos del alma se esté. Esta configuración provoca un movimiento basculante en el puente de lado a lado y simultáneamente una transmisión del sonido de la tapa superior a la inferior. El sonido obtenido gracias a este sistema es más claro y mucho más potente que el que produciría el mismo instrumento despojado del alma.

## Uso en guitarras

Sección cortada del mástil de una guitarra eléctrica mostrando el alma.

Cuando el alma está floja el mástil se dobla ligeramente debido a la tensión de las cuerdas. En cambio, cuando está tenso, el mástil se endereza resistiendo la tensión de las cuerdas. Como las cuerdas de la guitarra vibran con un movimiento elíptico, lo mejor es que el mástil tenga una ligera curvatura, permitiendo así que cada cuerda pueda vibrar y moverse libremente, sin golpear contra el diapasón.
Los instrumentos con cuerdas de acero, que provocan una gran tensión, necesitan el alma. Si no la tienen, el mástil de madera se irá combando progresivamente debido a la alta tensión. Los instrumentos con cuerdas de nylon, que no provocan una gran tensión, no necesitan alma.

## Construcción y funcionamiento
El alma está hecha normalmente de acero, aunque materiales como el grafito y otros son también usados.
El alma puede ajustarse para compensar cambios de expansión o contracción en el mástil debido a cambios de humedad o temperatura, o para compensar cambios en la tensión de las cuerdas. 
Normalmente el alma de una guitarra nueva está ajustado por el fabricante, y no es aconsejable que lo ajuste un principiante, pues el mástil podría dañarse fácilmente y sin reparación posible. Los luthieres o guitarristas más experimentados pueden ajustarlo si fuera necesario. Girando la llave de ajuste del alma en el sentido de las agujas del reloj se enderezará, contrarestando la tensión de las cuerdas y enderezando el mástil, o creando un arco convexo. Girándola en el sentido contrario se aflojará, provocando que la tensión de las cuerdas curve el mástil creando un arco cóncavo.
Algunas guitarras (especialmente las Rickenbackers) vienen con doble alma, que es más estable y no se ve afectada por los cambios climáticos, pero también son más difíciles de ajustar y por lo tanto se debe acudir a un profesional. 
Aunque no son muy comunes existen guitarras para zurdos con el alma hecha para que haya que girarla en sentido contrario al normal.

## Localización y ajuste

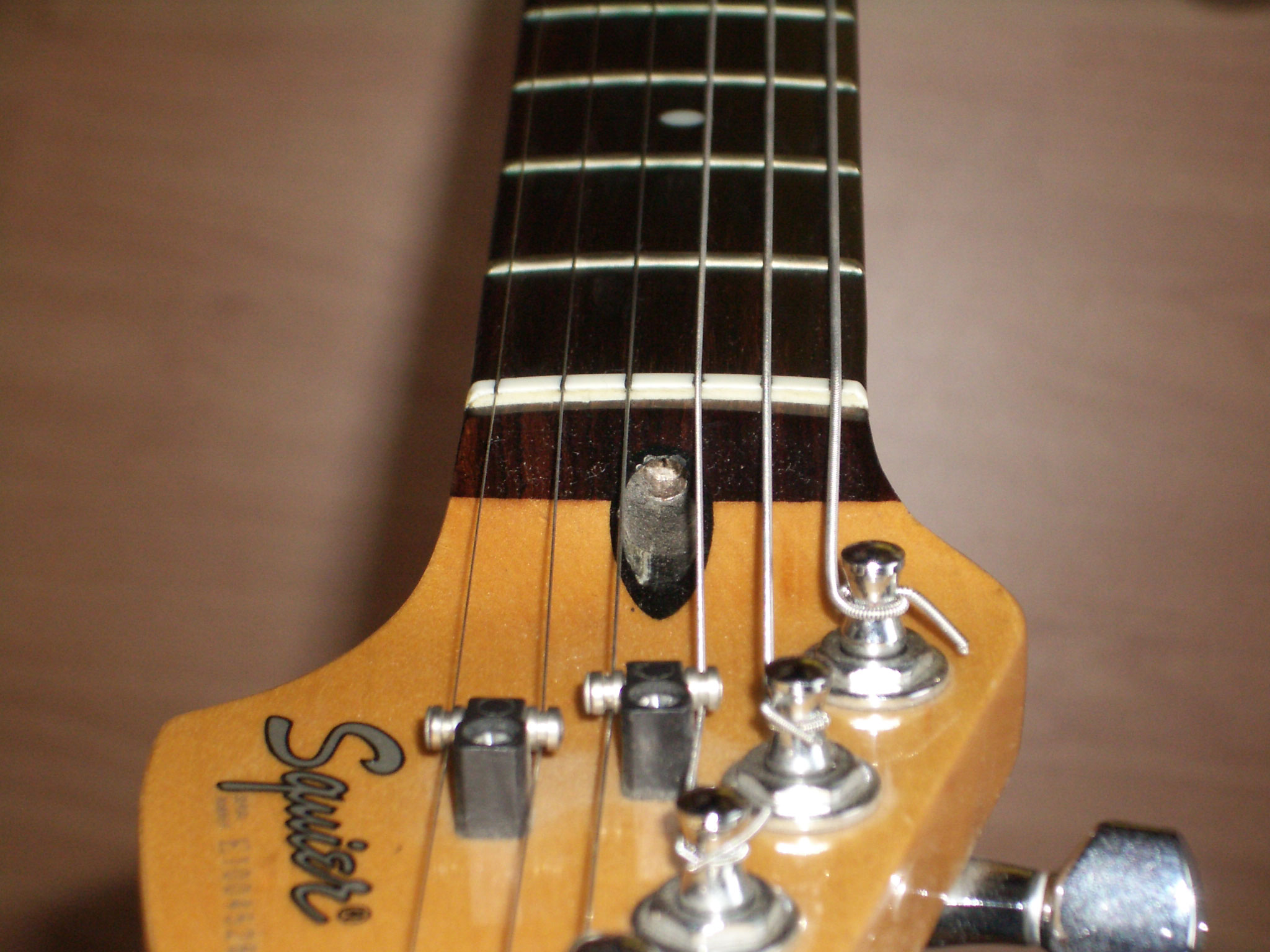
Agujero de ajuste del alma visto desde la parte de arriba del clavijero.

La tensión del alma se ajusta usando una llave Allen. Dependiendo del modelo de guitarra se ajustará en:
- En las Fender antiguas con mástil estilo bolt on (y nuevas ediciones de modelos antiguos) en el fondo del mástil. El ajuste del alma se puede hacer con un destornillador tipo Phillips y antes se necesita quitar la tapa que lo resguarda.

- En los modelos más recientes de Fender se ajusta desde detrás del clavijero, está al descuebierto y se suele usar una llave Allen de 3 mm.

- En los modelos de eléctricas set-neck se hará bajo una placa tras el clavijero. Las guitarras Gibson y Epiphone tienen el alma cubierta por una placa con forma de campana en la que se ve la marca. Con la mayoría de las Gibson se usa una llave Allen de 8 o 6 mm.

- En las guitarras acústicas está en el interior del cuerpo de la guitarra, accesible a través de la boca, o también sepuede encontrar en el clavijero. las Martin's usan una llave Allen de 5 mm y las Gibson las mismas que con las guitarras eléctricas.

En otros instrumentos de cuerda se trata de una varilla transversal de madera que une las dos tapas de la caja de resonancia por su parte media, y sirve para que estos entren en resonancia con las cuerdas.
- Datos: Q590623
- Multimedia: Truss rod / Q590623